# AGPAT2
AGPAT2 (англ. 1-acylglycerol-3-phosphate O-acyltransferase 2) – білок, який кодується однойменним геном, розташованим у людей на короткому плечі 9-ї хромосоми. Довжина поліпептидного ланцюга білка становить 278 амінокислот, а молекулярна маса — 30 914.
| 10         |  | 20         |  | 30         |  | 40         |  | 50         |
| ---------- |  | ---------- |  | ---------- |  | ---------- |  | ---------- |
| MELWPCLAAA |  | LLLLLLLVQL |  | SRAAEFYAKV |  | ALYCALCFTV |  | SAVASLVCLL |
| RHGGRTVENM |  | SIIGWFVRSF |  | KYFYGLRFEV |  | RDPRRLQEAR |  | PCVIVSNHQS |
| ILDMMGLMEV |  | LPERCVQIAK |  | RELLFLGPVG |  | LIMYLGGVFF |  | INRQRSSTAM |
| TVMADLGERM |  | VRENLKVWIY |  | PEGTRNDNGD |  | LLPFKKGAFY |  | LAVQAQVPIV |
| PVVYSSFSSF |  | YNTKKKFFTS |  | GTVTVQVLEA |  | IPTSGLTAAD |  | VPALVDTCHR |
| AMRTTFLHIS |  | KTPQENGATA |  | GSGVQPAQ   |  |            |  |            |

A: Аланін

C: Цистеїн

D: Аспарагінова кислота

E: Глутамінова кислота

F: Фенілаланін

G: Гліцин

H: Гістидин

I: Ізолейцин

K: Лізин

L: Лейцин

M: Метіонін

N: Аспарагін

P: Пролін

Q: Глутамін

R: Аргінін

S: Серин

T: Треонін

V: Валін

W: Триптофан

Кодований геном білок за функціями належить до трансфераз, ацилтрансфераз. 
Задіяний у таких біологічних процесах, як метаболізм ліпідів, біосинтез ліпідів, альтернативний сплайсинг. 
Локалізований у мембрані, ендоплазматичному ретикулумі.